# Trinidad e Tobago nos Jogos Pan-Americanos de 1951
Trinidad e Tobago competiu nos Jogos Pan-Americanos de 1951 em Buenos Aires de 25 de fevereiro a 10 de março de 1951. Conquistou uma medalha de ouro.

## Medalhistas
| Atleta         | Esporte              | Evento                                    | Medalha |
| -------------- | -------------------- | ----------------------------------------- | ------- |
| Rodney Wilkes  | Levantamento de peso | Até 60 kg (peso pena) - masculino         | Ouro    |
| James Jackson  | Atletismo            | 50 km marcha atlética - masculino         | Prata   |
| Carl de Souza  | Levantamento de peso | Até 67,5 kg (peso leve) - masculino       | Prata   |
| Lennix Kligour | Levantamento de peso | Mais de 82,5 kg (peso pesado) - masculino | Prata   |

| Esporte              | Medalha de ouro | Medalha de prata | Medalha de bronze | Total |
| Atletismo            | 0               | 1                | 0                 | 1     |
| Levantamento de peso | 1               | 2                | 0                 | 3     |
| Total                | 1               | 3                | 0                 | 4     |

## Boxe
| Atleta              | Evento            | Preliminares           | Quartas-de-final       | Semifinais             | Final                  | Pos. |
| Atleta              | Evento            | Adversário e resultado | Adversário e resultado | Adversário e resultado | Adversário e resultado | Pos. |
| ------------------- | ----------------- | ---------------------- | ---------------------- | ---------------------- | ---------------------- | ---- |
| Roy Singh Alexander | Mosca − masculino | n/a                    | CHI Pardo D            | Não avançou            | Não avançou            |      |
| John Wilson         | Galo − masculino  | USA Doughty D          | Não avançou            | Não avançou            | Não avançou            |      |
| Bertram Legall      | Pena − masculino  | BRA Galasso D          | Não avançou            | Não avançou            | Não avançou            |      |